# Sōkyū no Fafner
Sōkyū no Fafner: Dead Aggressor (蒼穹のファフナー Dead Aggressor Sōkyū no Fafunā: Dead Aggressor?, o Fafner of the Azure: Dead Aggressor) es una serie de anime de 25 episodios producida por XEBEC se coloca en un plano temporal futurista en el año 2144 aproximadamente donde la Tierra ha sido devastada por unos seres llamados Festum desde el año 2114. Por ciertos eventos causados por estos seres los Japoneses perdieron su fertilidad y fueron prácticamente "borrados del mapa". Los supervivientes se encuentran ahora en una remota super isla japonesa llamada Isla Tatsumiya, la gente ha logrado sobrevivir escondiéndose de los Festums usando la más avanzada tecnología. Es el último paraíso en la Tierra. Lo más sorprendente de esta isla es que es todo un continente flotante.
Al fin, los Festums descubren la isla y comienzan a atacar. Aun así, los humanos no estaban desprevenidos. Tras activar los escudos de energía que protegen la isla, mandan a un joven piloto, Kazuki Makabe (真壁一騎 Makabe Kazuki), a luchar contra los Festums usando un robot gigante llamado Fafner. Así es como empieza la historia.
Hisashi Hirai, encargado del diseño de personajes de la serie, también se encargó del diseño de personajes en Infinite Ryvius, S.cry.ed, Gundam SEED, Gundam SEED Destiny y Heroic Age.
Los opening y ending de la serie están interpretados por el dúo japonés angela.
Sōkyū no Fafner: Right of Left, una protosecuela de 50 minutos de duración, se emitió el 29 de diciembre de 2005.

## Personajes
Kazuki Makabe: Kazuki es el protagonista, es un chico bastante reprimido o, en otras palabras, tiene un alto nivel de auto-negación, que en parte es lo que le permite ser tan buen piloto. Es el piloto del Fafner Mark Elf, y más tarde del Mark Sein el cual posee el núcleo de Mark Elf.
Shoushi Minashiro: Soushi es el amigo de la infancia de Kazuki, un excelente estratega, aunque bastante insensible. Tiene una fina cicatriz en el ojo a causa de un accidente en el que éste estuvo involucrado junto con Kazuki. Es el único capaz de operar el sistema Sigfried, siendo el cerebro de todas las operaciones. Supuestamente no puede pilotar Fafner's por su accidente en el ojo.
Maya Toomi: Maya es una chica alegre, que se preocupa por los demás y siempre tiene una sonrisa, es la más madura del grupo. Su mejor amiga es Shoko, y a causa de que no está en "perfectas condiciones", se le envía al mando de operaciones y a las misiones como miembro del cuerpo médico. Después de ciertos hechos toma un papel más importante en la serie, también se puede notar que siente algo por Kazuki como se demuestra en el capítulo 23, cuando este le dice que está más tranquilo cuando está cerca de ella y Maya reacciona raro, se sonroja y comienza a jugar con los dedos.
Shouko Hazama: Shouko es bastante tierna, pero es muy débil y por eso casi no va a la escuela. Se apoya mucho en Maya y parece sentir algo muy profundo por Kazuki. Por su código genético es candidata para pilotear. Dentro del Fafner cambia su personalidad drásticamente: tiene determinación pero también se vuelve agresiva y errática, lo cual tiene sus consecuencias. Sabiendo que su destino es pilotear a Fafner a pesar de su condición, aborda voluntariamente el Mark Sechs sola para derrotar al enemigo y finalmente se sacrifica para proteger la isla Tatsumiya.
Koyo Kasugai: Koyo ingresó al proyecto sin muchas ganas, influido por sus impositivos padres, que querían un héroe como hijo. Siente una atracción hacia Shouko, aunque conoce los sentimientos de esta. El siente algo de envidia hacia Kazuki por ser el centro de atención de Shouko. Posee un perro llamado "Shokora", el cual su padre no le permite tener en casa así que después de vagar por el pueblo buscando quien se lo cuide se lo da a la madre de Shouko.
Mamoru Kodate: Mamoru, por su parte, siempre ha sentido fascinación por los mechas, es aficionado al manga en especial de uno llamado "El rey de la Aventura", el pilotear los Fafners le concede una habilidad estratégica sorprendente esto porque él posee una doble personalidad, que surge de él al ponerse un casco de "Goubai" uno de los personajes "Mecha" del manga que lee. Cuando su alter ego se encuentra fuera por el casco lucha muy intrépida y tenazmente pero al quitarse el casco regresa a ser Mamoru y en el momento no recuerda lo que pasó, aunque después tiene vagos recuerdos de lo ocurrido, generalmente en sueños.
Kenji Kondo: Kenji es el mejor amigo de Mamoru y siempre se le ve junto a Sakura. Es de temperamento tranquilo. Siente algo muy especial por Sakura aunque nunca sabe como decirlo. Siempre dice que el pilotear un Fafner le ayuda a ligar con las chicas por lo que siempre es castigado por su madre, por lo general le arroja algún objeto con una puntería digna de un francotirador. El siempre grita llamando a su mamá cuando esta en misión pero lucha sin parar, aún más cuando se trata de proteger a Sakura.
Sakura Kaname: Sakura es una chica agresiva que tras el fallecimiento de su padre decide llevar a cabo una misión que consiste en pilotear y vengar su muerte, aunque le cueste la vida. Siempre se le ve al lado de Mamoru y Kenji, quien al parecer siente algo por ella. Ella también siente algo por Kenji aunque nunca se anima a decirlo. Es la sempai de ambos en el club de judo.
Tsubaki Minashiro: Sobre Tsubaki Minashiro, la información se mantiene como clasificada. Solo se sabe que es hermana de Soushi y que ella es el "Núcleo" de la isla.
Karin Kurame: Su información se mantiene como clasificada. Murió en acción durante la primera aparición de Festum.
Fumiko Makabe: Fumiko Makabe quedó al mando de la organización Alvis a la muerte del padre de Soshi, cumpliendo satisfactoriamente con su misión, a pesar de que su único hijo está dentro.
Yukie Kariya: Yuki es una mujer fría y misteriosa que desempeña un doble papel dentro de Alvis.
Chizuru Toomi: Es la encargada del área médica y su hija Yumiko la apoya. Es la madre de Yumiko y Maya.
Kanon Memfis: Es una excombatiente del Ejército de la Humanidad de las Neo Naciones Unidas. Fue rescatada cuando niña en la ciudad de Dublín, en Irlanda. Tiene un fuerte sentimiento de auto-negación-suicida. Es una excelente piloto de Fafner, aunque no puede pilotear los modelos Notung. Por haber estado tanto tiempo en el ejército no tuvo infancia, por lo que solo vive para recibir órdenes de sus superiores, aunque estas le cuesten la vida. Poco a poco va adquiriendo "voluntad propia". En los baños sufre de una gran timidez.

## Episodios
1. Paraíso ~ El Comienzo (楽園～はじまり Rakuen ~  Hajimari?)
2. Aviso ~ Vida (告知～いのち Kokuchi ~ Inochi?)
3. Misterio ~ Verdad (迷宮～しんじつ Meikyū ~ Shinjitsu?)
4. Fleeing Sail ~ Setting Sail
5. Promesa ~ Juramento (約束～ちかい Yakusoku ~ Chikai?)
6. Pequeño Cielo ~ Mentira (翔空～ぎせい Shō Sora?, Gisei)
7. House Thief ~ Parent and Child
8. Discord ~ Kouyou
9. Farewell - Assimilate
10. Chance encounter - Disassemble
11. Old & new - Human forces
12. Nonexistence - Impatience
13. Erosion - Festum
14. Awakening - Capture
15. Memories - Scream
16. Welcome back - Friends
17. Trick - Survival group
18. Memories - Father
19. Look - Maya
20. Light - Lamp light
21. Future - Sakura
22. Power - Protect
23. Pillage - Decoy
24. Dialogue - Mir
25. Azure - Sky-

## Reparto

### Anime
- Director: Nobuyoshi Habara
- Guion:
  - Kazuki Yamanobe (episodios 1 - 15)
  - Tow Ubukata (episodios 13 - 25)
- Música: Tsuneyoshi Saito
- Diseño de Personajes: Hisashi Hirai
- Director de Arte: Toshihisa Koyama
- Animación: XEBEC
- Interpretación musical: Orquesta Filarmónica Polonia Varsovia
- Producción musical: Starchild Records, TV Tokyo Music

### Doblaje
- Kohei Kiyasu como Soushi Minashiro
- Makoto Ishii como Kazuki Makabe
- Marika Matsumoto como Maya Toomi
- Masayuki Tanaka como Fumihiko Makabe
- Miyu Irino como Kouyou Kasugai
- Miyu Matsuki como Shouko Hazama
- Sakiko Tamagawa como Ayano Kondou
- Yoko Soumi como Yukie Kariya
- Akimitsu Takase como Haruko Kodate
- Emi Shinohara como Chizuru Toomi
- Hideyuki Hori como Michio Hino
- Hisako Kyouda como Ikumi Nishio
- Jouji Nakata como Kouzou Minashiro
- Juurouta Kosugi como Youji Hino
- Katsuji Mori como Mitsuhiro Bartland
- Kei Kurita como group member
- Minoru Shiraishi como Kenji Kondou
- Mitsuaki Madono como Idun (Festum)
- Mitsuki Saiga como Mamoru Kodate
- Nanaho Katsuragi como Youko Hazama
- Rikiya Koyama como Seiichirou
- Rina Nishio como Shokora
- Sanae Kobayashi como Kanon Memphis
- Satomi Arai como Sakura Kaname
- Shizuka Ishikawa como Kiyomi Kaname
- Shoko Tsuda como Ryouko Kasugai
- Takaya Hashi como Kyouhei Mizoguchi
- Tamaki Nakanishi como Tsubaki Minashiro
- Tarusuke Shingaki como Kazuhira Tezuka
- Tomoya Kawai como Seihiro Kasugai
- Toshiko Fujita como Hestor Gallop
- Yukana como Yumiko Toomi

### OVA
Se trata de Soukyuu no Fafner Right of Left, y es una protosecuela de la serie que nos presenta a los primeros modelos Fafner y a los primeros pilotos unos meses antes de lo ocurrido en la serie.